# Leon Tuck
Leon Parker Tuck (né le 25 mai 1891 à Winchester, dans l'état du Massachusetts aux États-Unis, et mort le 2 septembre 1953 à Boston, dans l'état du Massachusetts aux États-Unis) est un joueur américain de  hockey sur glace. Lors des Jeux olympiques d'été de 1920 à Anvers (où le hockey sur glace était au programme olympique), il remporte la médaille d'argent.

## Statistiques en équipe nationale
| Année | Équipe     | Événement       |   | PJ | B | A | Pts | Pun               |  | Résultat |
| 1920  | États-Unis | Jeux olympiques | 2 | 1  | 0 | 1 | 0   | Médaille d'argent |  |          |

## Palmarès
- Médaille d'argent aux Jeux olympiques d'Anvers en 1920